# Festival Internacional de Cine de Cannes de 2011
El 64º Festival Internacional de Cine de Cannes se celebró del 11 al 22 de mayo de 2011.
La película estadounidense El árbol de la vida, dirigida por Terrence Malick ganó la Palma de Oro.
El actor estadounidense Robert De Niro fue el presidente del jurado de la competición principal y el cineasta francés Michel Gondry fue el de la competición de cortometrajes. El director surcoreano Bong Joon-ho fue el jefe del jurado del premio Cámara de Oro, que premia al director novel.
Midnight in Paris, escrita y dirigida por Woody Allen, abrió el festival y Les Bien-aimés, dirigida por Christophe Honoré y proyectada fuera de competición, cerró el festival. Mélanie Laurent dirigió las ceremonias de apertura y clausura.
El director italiano Bernardo Bertolucci fue premiado con la tercera Palma de Oro honorífica en la ceremonia de apertura del festival. Aunque el premio había sido otorgado esporádicamente en el pasado, se suponía que la Palma de Oro honorífica se presentaría anualmente después del 2011 pero no se volvió a dar hasta 2015. La película hjghde Gus Van Sant Restless abrió la sección Un Certain Regard Los directores de cine iranís encarcelados Jafar Panahi y Mohammad Rasoulof fueron homenajeados en el festival. Goodbye de Rasoulof y This Is Not a Film de Panahi fueron proyectadas en el festival y Panahi fue galardonada con la Carrosse d'Or. Cuatro directores participaron en la competición principal: la australiana Julia Leigh, la japonesa Naomi Kawase, la escocesa Lynne Ramsay y la francesa Maïwenn Le Besco.
El director danés Lars von Trier causó polémica por los comentarios que hizo durante la rueda de prensa de su película Melancholia. Cuando se le preguntó sobre la relación entre las influencias del romanticismo alemán a la película y de su propio patrimonio alemán, el director hizo bromas con judíos y nazis. Dijo que entendía a Adolf Hitler y acabó admirando el trabajo del arquitecto Albert Speer y dijo entre bromas que era nazi. Por primera vez en el Festival, se publicó una disculpa oficial en las observaciones el mismo día y se aclaró que Trier no era nazi ni antisemita, y, un día después, el director fue declarado "persona non grata". La película se mantuvo en competición.

## Jurado

### Competición principal

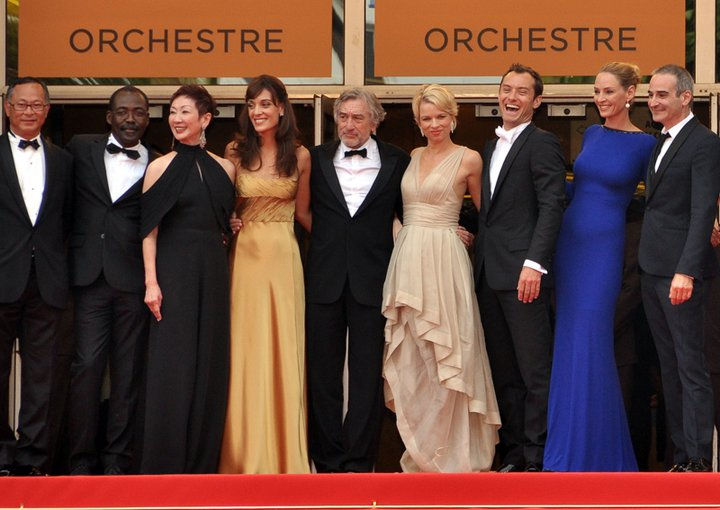
El jurado de la competición principal. De izquierda a derecha: Johnnie To, Mahamat-Saleh Haroun, Nansun Shi, Martina Gusman, Robert De Niro, Linn Ullmann, Jude Law, Uma Thurman y Olivier Assayas

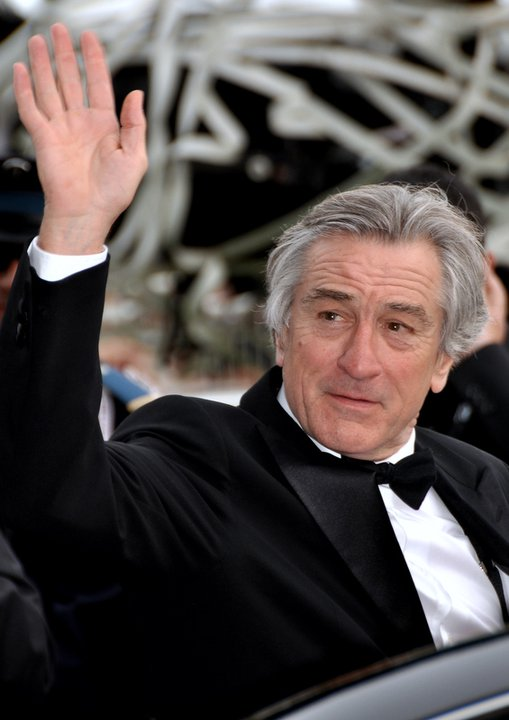
Robert De Niro, presidente del jurado

Las siguientes personas fueron nombradas para formar parte del jurado de la competición principal en la edició de 2011:
- Robert De Niro (actor estadounidense) Presidente
- Jude Law, (actor inglés)
- Uma Thurman (actriz estadounidense)
- Martina Gusmán (actriz y productora argentina)
- Nansun Shi (productor de Hong Kong)
- Linn Ullmann (crítica y escritora noruega)
- Olivier Assayas (director francés)
- Mahamat-Saleh Haroun (director chadiano)
- Johnnie To (director y productor de Hong Kong)

### Un Certain Regard

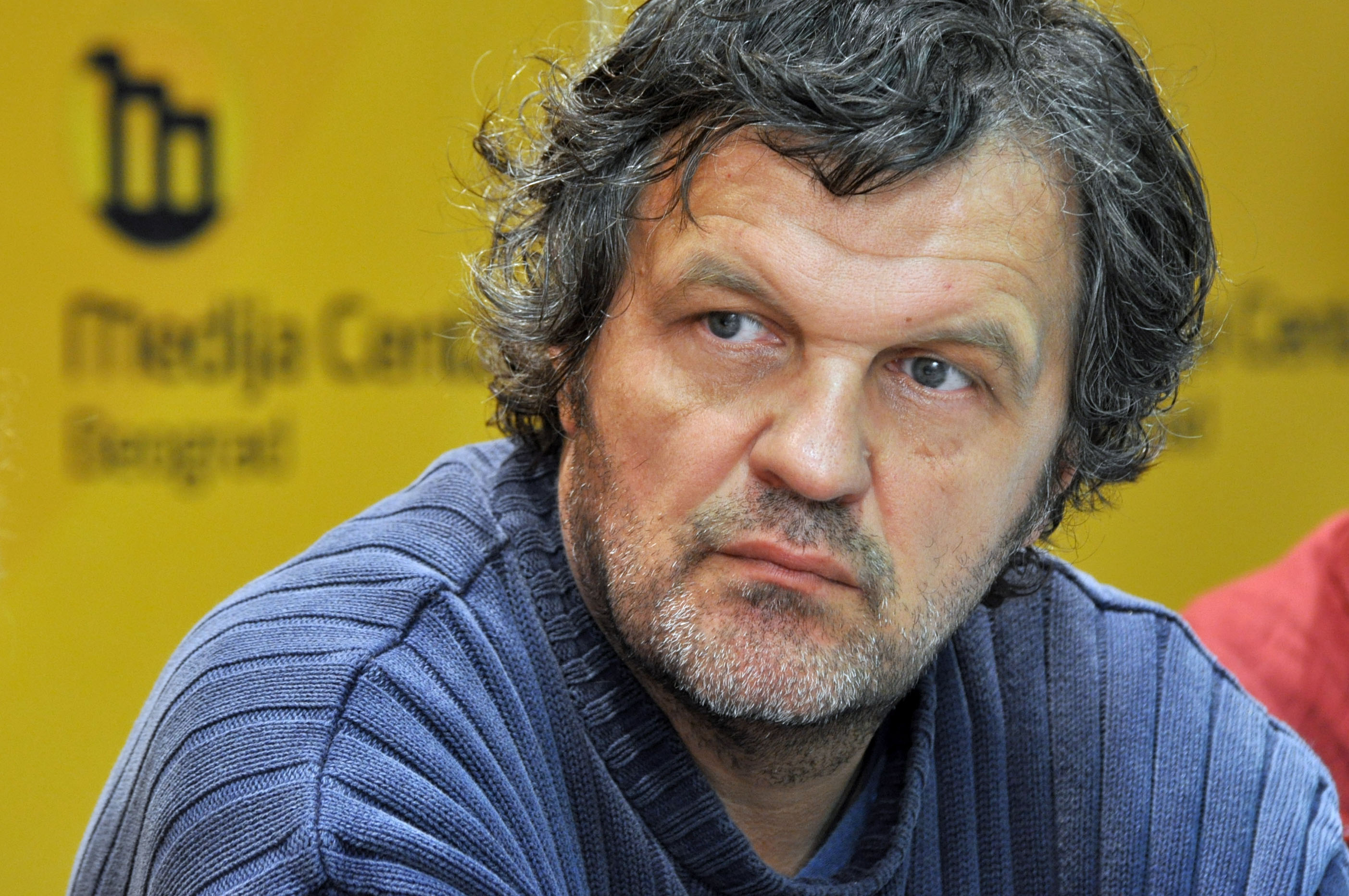
Emir Kusturica, presidente del jurato de Un Certain Regard

Las siguientes personas fueron nombradas para formar parte del jurado de la sección Un Certain Regard de 2011:
- Emir Kusturica (director serbio) Presidente
- Élodie Bouchez (actriz francesa)
- Peter Bradshaw (crítico británico)
- Geoffrey Gilmore (director creativo de Tribeca Enterprises)
- Daniela Michel (directora mexicana del Festival de Morelia)

### Cinéfondation y cortometrajes

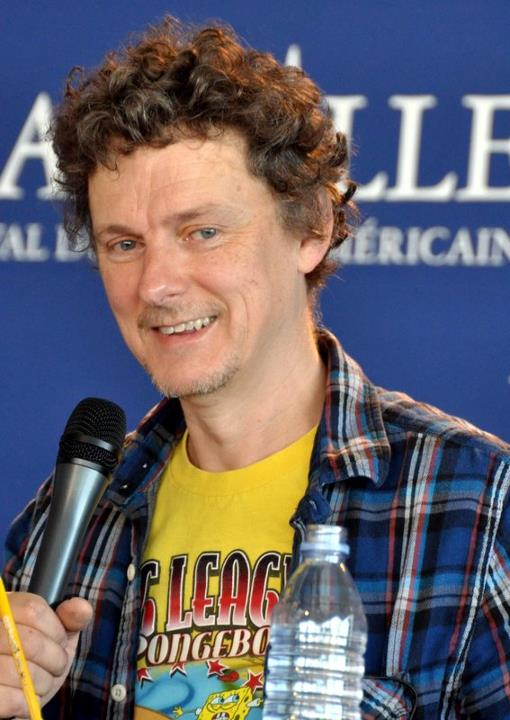
Michel Gondry, presidente del jurado Cinéfondation y cortometrajes

Las siguientes personas fueron nombradas para formar parte del jurado de la sección Cinéfondation y de la competición de cortometrajes:
- Michel Gondry (director francés) Presidente
- Julie Gayet (actriz y productora francesa)
- Jessica Hausner (directora y productora austríaca)
- Corneliu Porumboiu (directora rumana)
- João Pedro Rodrigues (director portugués)

### Càmera d'Or
Las siguientes personas fueron nombradas para formar parte del jurado de la Càmera d'Or de 2011:
- Bong Joon-ho (director surcoreano) Presidente
- Danièle Heyman (crítico francés)
- Eva Vezer (cap de la Magyar Filmunio)
- Robert Alazraki (cineasta francés)
- Daniel Colland (encargado del laboratorio Cinedia)
- Jacques Maillot (director francés)
- Alex Masson (crítico francés)

### Jurados independentes
El siguiente jurado independiente premió las películas en el marco de la Semana Internacional de la Crítica. 
Gran Premio Nespresso
- Lee Chang-dong (director surcoreano) Presidente
- Scott Foundas (crítico estadounidense)
- Nick James (crítico británico)
- Sergio Wolf (crítico argentino)
- Cristina Piccino (crítica italiana)

## Selección oficial
Las siguientes películas compitieron por la Palma de Oro:
| Título en español o internacional | Título original                            | Director(es)         | País           |
| --------------------------------- | ------------------------------------------ | -------------------- | -------------- |
| The Artist                        | The Artist                                 | Michel Hazanavicius  | Francia        |
| Drive}}                           | Drive}}                                    | Nicolas Winding Refn | Estados Unidos |
| La piel que habito                | La piel que habito                         | Pedro Almodóvar      | España         |
| Casa de tolerancia                | L'Apollonide: Souvenirs de la maison close | Bertrand Bonello     | Francia        |
| Pater                             | Pater                                      | Alain Cavalier       | Francia        |
| Hearat Shulayim                   | Hearat Shulayim                            | Joseph Cedar         | Israel         |
| Érase una vez en Anatolia         | Bir zamanlar Anadolu'da                    | Nuri Bilge Ceylan    | Turquía        |
| El niño de la bicicleta           | Le gamin au vélo                           | Hermanos Dardenne    | Bélgica        |
| Le Havre                          | Le Havre                                   | Aki Kaurismäki       | Finlandia      |
| Hanezu No Tsuki                   | Hanezu No Tsuki                            | Naomi Kawase         | Japón          |
| Sleeping Beauty (CdO)             | Sleeping Beauty (CdO)                      | Julia Leigh          | Australia      |
| Polisse                           | Polisse                                    | Maïwenn              | Francia        |
| El árbol de la vida               | The Tree of Life                           | Terrence Malick      | Estados Unidos |
| La fuente de las mujeres          | La source des femmes                       | Radu Mihăileanu      | Francia        |
| Hara-kiri: Muerte de un samurai   | Ichimei                                    | Takashi Miike        | Japón          |
| Habemus Papam                     | Habemus Papam                              | Nanni Moretti        | Italia         |
| Tenemos que hablar de Kevin       | We Need to Talk about Kevin                | Lynne Ramsay         | Reino Unido    |
| Michael (CdO)                     | Michael (CdO)                              | Markus Schleinzer    | Austria        |
| This Must Be the Place            | N/A                                        | Paolo Sorrentino     | Italia         |
| Melancolía                        | Melancholia                                | Lars von Trier       | Dinamarca      |

(CdO) indica película elegible a la Caméra d'Or a la película de debut.

### Un Certain Regard
Las siguientes películas fueron seleccionadas para competir en Un Certain Regard. Los ganadores de Un Certain Regard fueron iluminados.
| Título en español o internacional | Título original                 | Director(s)                 | País           |
| --------------------------------- | ------------------------------- | --------------------------- | -------------- |
| Arirang                           | 아리랑                          | Kim Ki-duk                  | Corea del Sur  |
| Skoonheid                         | Skoonheid                       | Oliver Hermanus             | Sudáfrica      |
| Bonsái                            | Bonsái                          | Cristián Jiménez            | Chile          |
| The Day He Arrives                | Bukchonbanghyang (북촌방향)     | Hong Sang-soo               | Corea del Sur  |
| Elena                             | Елена                           | Andrei Zviagintsev          | Rusia          |
| Goodbye                           | Be omid e didār (به امید دیدار) | Mohammad Rasoulof           | Irán           |
| Trabalhar Cansa (CdO)             | Trabalhar Cansa (CdO)           | Juliana Rojas & Marco Dutra | Brasil         |
| Okhotnik                          | Охотник                         | Bakur Bakuradze             | Rusia          |
| Loverboy                          | Loverboy                        | Cătălin Mitulescu           | Rumania        |
| Martha Marcy May Marlene (CdO)    | Martha Marcy May Marlene (CdO)  | Sean Durkin                 | Estados Unidos |
| El ejercicio del poder            | L'Exercice de l'État            | Pierre Schöller             | Francia        |
| Miss Bala                         | Miss Bala                       | Gerardo Naranjo             | México         |
| Oslo, 31 de agosto                | Oslo, 31 August                 | Joachim Trier               | Noruega        |
| Hors Satan                        | Hors Satan                      | Bruno Dumont                | Francia        |
| Restless                          | Restless                        | Gus Van Sant                | Estados Unidos |
| Las nieves del Kilimanjaro        | Les Neiges du Kilimandjaro      | Robert Guédiguian           | Francia        |
| Halt auf freier Strecke           | Halt auf freier Strecke         | Andreas Dresen              | Alemania       |
| Tatsumi                           | Tatsumi                         | Eric Khoo                   | Singapur       |
| Toomelah                          | Toomelah                        | Ivan Sen                    | Australia      |
| ¿A dónde vamos ahora?             | Halla' Lawein? (هلق لوين؟)      | Nadine Labaki               | Líbano         |
| The Yellow Sea                    | Hwanghae (황해)                 | Na Hong-jin                 | Corea del Sur  |

(CdO) indica pel·lícula elegible a la Caméra d'Or a la pel·lícula de debut.

## Fuera de concurso
Las siguientes películas fueron seleccionadas para ser proyectados fuera de competición:
| Título español                               | Título original                              | Director                                 | País           |
| -------------------------------------------- | -------------------------------------------- | ---------------------------------------- | -------------- |
| El castor                                    | The Beaver                                   | Jodie Foster                             | Estados Unidos |
| Les Bien-aimés                               | Les Bien-aimés                               | Christophe Honoré                        | Francia        |
| La Conquête                                  | La Conquête                                  | Xavier Durringer                         | Francia        |
| Medianoche en París                          | Midnight in Paris                            | Woody Allen                              | Estados Unidos |
| Piratas del Caribe: en mareas misteriosas    | Pirates of the Caribbean: On Stranger Tides  | Rob Marshall                             | Estados Unidos |
| Proyecciones nocturnas                       |                                              |                                          |                |
| Bollywood: The Greatest Love Story Ever Told | Bollywood: The Greatest Love Story Ever Told | Rakeysh Omprakash Mehra & Jeff Zimbalist | India          |
| Días de gracia (CdO)                         | Días de gracia (CdO)                         | Everardo Gout                            | México         |
| Wu Xia                                       | Wu Xia                                       | Peter Chan                               | Hong Kong      |

(CdO) indica película elegible a la Caméra d'Or a la película de debut.

## Sesiones especiales
Las siguientes películas fueron mostradas como proyecciones especiales.
| Título español                  | Título original                 | Director | País           |
| ------------------------------- | ------------------------------- | --- | -------------- |
| Tamantashar yom                 | Tamantashar yom                 | Ahmad Abdallah, Mariam Abou Ouf, Kamla Abu Zikri, Ahmed Alaa, Mohamed Ali, Sherif Arafa, Sherif El Bendary, Marwan Hamed, Khaled Marei y Yousry Nasrallah | Egipto         |
| The Big Fix                     | The Big Fix                     | Rebecca Tickell y Josh Tickell | Estados Unidos |
| Le Maître des forges de l'Enfer | Le Maître des forges de l'Enfer | Rithy Panh | Francia        |
| Tous au Larzac                  | Tous au Larzac                  | Christian Rouaud | Francia        |
| Michel Petrucciani              | Michel Petrucciani              | Michael Radford | Francia        |
| La khaoufa baada al'yaoum (CdO) | La khaoufa baada al'yaoum (CdO) | Mourad Ben Cheikh | Túnez          |
| Labrador (CdO)                  | Labrador (CdO)                  | Frederikke Aspöck | Dinamarca      |
| Al-Bostagui                     | Al-Bostagui                     | Hussein Kamal | Egipto         |

(CdO) indica película elegible a la Caméra d'Or en la película de debut.

### Cinéfondation
Las siguientes películas fueron mostradas en la sección Cinéfondation, donde incluye cortometrajes realizados por escuelas cinematográficas.
| Título español                          | Título original                         | Director                            | País                                          |
| --------------------------------------- | --------------------------------------- | ----------------------------------- | --------------------------------------------- |
| The Agony and Sweat of the Human Spirit | The Agony and Sweat of the Human Spirit | D. Jesse Damazo y Joe Bookman       | University of Iowa, EE. UU.                   |
| Bento Monogatari                        | Bento Monogatari                        | Pieter Dirkx                        | Hogeschool Sint-Lukas, Bélgica                |
| Big Muddy                               | Big Muddy                               | Jefferson Moneo                     | Columbia University, EE.UU.                   |
| Tigre z klietky                         | Tigre z klietky                         | Aramisova                           | FAMU, República Checa                         |
| Der Wechselbalg                         | Der Wechselbalg                         | Maria Steinmetz                     | HFF Konrad Wolf, Alemania                     |
| Drari                                   | Drari                                   | Kamal Nazraq                        | La Fémis, Francia                             |
| Duelo Antes da Noite                    | Duelo Antes da Noite                    | Alice Furtado                       | Universidade Federal Fluminense, Brasil       |
| Fly by Night                            | 야간비행 / Ya-gan-bi-hang               | Son Tae-gyum                        | Chung-Ang University, Corea del Sur           |
| The Letter                              | Der Brief                               | Doroteya Droumeva                   | dffb, Alemania                                |
| Al Martha lauf                          | Al Martha lauf                          | Ma'ayan Rypp                        | Tel Aviv University, Israel                   |
| Befetach beity                          | Befetach beity                          | Anat Costi                          | Bezalel Academy, Israel                       |
| Salsipuedes                             | Salsipuedes                             | Mariano Luque                       | National University of Córdoba, Argentina     |
| Suu et Uchikawa                         | Suu et Uchikawa                         | Nathanael Carton                    | NYU Asia, Singapur                            |
| L'estate che non viene                  | L'estate che non viene                  | Pasquale Marino                     | Centro Sperimentale di Cinematografia, Italia |
| A Viagem                                | A Viagem                                | Simão Cayatte                       | Columbia University, United States            |
| La fiesta de casamiente                 | La fiesta de casamiente                 | Gastón Margolin & Martín Morgenfeld | Universidad del Cine, Argentina               |

### Cortometrajes
Los siguientes cortos fueron elegidas para luchar a la Palma de Oro al mejor cortometraje. The Short film Palme d'Or winner has been highlighted.
| Título español | Título original | Director          | País             |
| -------------- | --------------- | ----------------- | ---------------- |
| Bear           | Bear            | Nash Edgerton     | Australia        |
| Cold           | Kjøttsår        | Lisa Marie Gamlem | Noruega          |
| Cross          | Cross           | Maryna Vroda      | Francia, Ucrania |
| Ghost          | Ghost           | Dahci Ma          | Corea del Sur    |
| Ce n'est rien  | Ce n'est rien   | Nicolas Roy       | Canadá           |
| Meathead       | Meathead        | Sam Holst         | Nueva Zelanda    |
| Paternal Womb  | Paternal Womb   | Megumi Tazaki     | Japón            |
| Soy tan feliz  | Soy tan feliz   | Vladimir Durán    | Argentina        |
| Swimsuit 46    | Badpakje 46     | Wannes Destoop    | Bélgica          |

### Cannes Classics
Cannes Classics pone el punto de mira en documentales sobre cine y obras maestras del pasado restauradas.
| Título español                                      | Título original                                     | Director                 | País                        |
| --------------------------------------------------- | --------------------------------------------------- | ------------------------ | --------------------------- |
| Tributos                                            |                                                     |                          |                             |
| Una historia del Bronx (1993)                       | A Bronx Tale                                        | Robert De Niro           | Estados Unidos              |
| La naranja mecánica (1971)                          | A Clockwork Orange                                  | Stanley Kubrick          | Estados Unidos, Reino Unido |
| El conformista (1970)                               | Il Conformista                                      | Bernardo Bertolucci      | Italia                      |
| Molly (corto, 2011)                                 | Molly (corto, 2011)                                 | Moly Kane                | Senegal                     |
| Confesiones de una modelo (1970)                    | Puzzle of a Downfall Child                          | Jerry Schatzberg         | Estados Unidos              |
| Calle cabañas negras (1983)                         | Rue Cases-Négres                                    | Euzhan Palcy             | Francia                     |
| Viaje a la Luna (1902)                              | Le Voyage dans la Lune                              | Georges Méliès           | Francia                     |
| Documentales sobre Cine                             |                                                     |                          |                             |
| Belmondo, itinéraire...                             | Belmondo, itinéraire...                             | Vincent Perrot           | Francia                     |
| Corman's World: Exploits Of A Hollywood Rebel (CdO) | Corman's World: Exploits Of A Hollywood Rebel (CdO) | Alex Stapleton           | Estados Unidos              |
| Kurosawa, la Voie                                   | Kurosawa, la Voie                                   | Catherine Cadou          | Francia                     |
| The Look                                            | The Look                                            | Angelina Maccarone       | Alemania, Francia           |
| Il était une fois… Orange mécanique                 | Il était une fois… Orange mécanique                 | Antoine de Gaudemar      | Francia                     |
| Películas restauradas                               |                                                     |                          |                             |
| L'assassino (1961)                                  | L'assassino (1961)                                  | Elio Petri               | Italia                      |
| Les Enfants du paradis (1945)                       | Les Enfants du paradis (1945)                       | Marcel Carné             | Francia                     |
| Crónica de un verano (1960)                         | Chronique d'un été                                  | Jean Rouch & Edgar Morin | Francia                     |
| Desaparición (1978)                                 | Despair – Eine Reise ins Licht                      | Rainer Werner Fassbinder | Alemania Occidental         |
| Niemandsland (1931)                                 | Niemandsland (1931)                                 | Victor Trivas            | Alemania                    |
| Le Sauvage (1975)                                   | Le Sauvage (1975)                                   | Jean-Paul Rappeneau      | Francia                     |
| La máquina matamalvados (1952)                      | La macchina ammazzacattivi                          | Roberto Rossellini       | Italia                      |
| World Cinema Foundation                             |                                                     |                          |                             |
| Hudutların Kanunu (1966)                            | Hudutların Kanunu (1966)                            | Ömer Lütfi Akad          | Turquía                     |

(CdO) indica película elegible a la Caméra d'Or a la película de debut.

### Cinéma de la Plage
La Cinéma de la Plage es una parte de la sección oficial del festival. Son proyecciones al aire libre en la playa de Cannes y abiertos al público.
| Título español                                              | Título original                                    | Director          | País            |
| ----------------------------------------------------------- | -------------------------------------------------- | ----------------- | --------------- |
| Y la nave va (1984)                                         | E la nave va                                       | Federico Fellini  | Italia, Francia |
| Ant Scream (2011)                                           | Ant Scream (2011)                                  | Sameh Abdel Aziz  | Egipto          |
| Das Boot: Directors Cut (1981/79)                           | Das Boot: Directors Cut (1981/79)                  | Wolfgang Petersen | RFA             |
| El motín del Caine (1954)                                   | The Caine Mutiny                                   | Edward Dmytryk    | EE.UU.          |
| Cien mil dólares al sol (1965)                              | 100.000 dollars au soleil                          | Henri Verneuil    | Francia, Italia |
| Cómo destruir al más famoso agente secreto del mundo (1973) | Le Magnifique                                      | Philippe de Broca | Francia, Italia |
| A Night To Remember (1958)                                  | A Night To Remember (1958)                         | Roy Ward Baker    | Gran Bretaña    |
| Reflets sur la Croisette (2011, a serie de cortos)          | Reflets sur la Croisette (2011, a serie de cortos) | Isabelle Putod    | Francia         |
| Grenouille d'hiver (2011 corto)                             | Grenouille d'hiver (2011 corto)                    | Slony Sow         | Francia         |

## Secciones paralelas

### Semana Internacional de la Crítica
Los siguientes largometrajes fueron seleccionados para ser proyectados para la 48.ª Semana de la Crítica  (48e Semaine de la Critique):
Largometrajes
| Título español           | Título original          | Director                        | País             |
| ------------------------ | ------------------------ | ------------------------------- | ---------------- |
| 17 Girls (CdO)           | 17 filles                | Delphine Coulin & Muriel Coulin | France           |
| Las Acacias              | Las Acacias              | Pablo Giorgelli                 | Argentina, Spain |
| Avé (CdO)                | Avé (CdO)                | Konstantin Bojanov              | Bulgaria, France |
| 嫦娥 / Chang'e           | 嫦娥 / Chang'e           | Zou Peng                        | China            |
| הנותנת / Hanotenet (CdO) | הנותנת / Hanotenet (CdO) | Hagar Ben-Asher                 | Israel, Germany  |
| Snowtown (CdO)           | Snowtown (CdO)           | Justin Kurzel                   | Australia        |
| Take Shelter             | Take Shelter             | Jeff Nichols                    | United States    |

(CdO) película elegible a la Caméra d'Or.
Cortometrajes
| Título original                                                                     | Director             | País               |
| ----------------------------------------------------------------------------------- | -------------------- | ------------------ |
| Alexis Ivanovitch vous êtes mon héros                                               | Guillaume Gouix      | Francia            |
| Black Moon                                                                          | Amy Siegel           | EE.UU.             |
| Blue                                                                                | Stephen Kang         | Nueva Zelanda      |
| Boy                                                                                 | Topaz Adizes         | EE.UU.             |
| 불멸의 사나이 / Bul-myul-ui-sa-na-ie                                                | Moon Byoung-gon      | Corea del Sur      |
| 집 앞에서 / Jib Apeseo                                                              | Lee Tae-ho           | Corea del Sur      |
| La inviolabilidad del domicilio se basa en el hombre que aparece empuñando un hacha | Alex Piperno         | Uruguay, Argentina |
| Junior                                                                              | Julia Ducournau      | Francia            |
| Permanências                                                                        | Ricardo Alves Júnior | Brasil             |
| Dimanches                                                                           | Valéry Rosier        | Bélgica            |

Proyecciones especiales
| Título español           | Título original          | Director                 | País            |
| ------------------------ | ------------------------ | ------------------------ | --------------- |
| Pourquoi tu pleures?     | Pourquoi tu pleures?     | Katia Lewkowicz          | Francia         |
| Declaración de guerra    | La Guerre est déclarée   | Valérie Donzelli         | Francia         |
| My Little Princess (CdO) | My Little Princess (CdO) | Eva Ionesco              | Francia         |
| Mourir auprès de toi     | Mourir auprès de toi     | Spike Jonze & Simon Cahn | Francia         |
| Walk Away Renee          | Walk Away Renee          | Jonathan Caouette        | EE.UU., Francia |

(CdO) película elegible a la Caméra d'Or.

### Quincena de Realizadores
Las siguientes películas fueron exhibidas en la Quincena de Realizadores de 2011 (Quinzaine des Réalizateurs):
Feature films
| Título original               | Director                                  | País         |
| ----------------------------- | ----------------------------------------- | ------------ |
| Blue Bird                     | Gust Van Den Berghe                       | Bélgica      |
| Atmen                         | Karl Markovics                            | Austria      |
| Code Blue                     | Urszula Antoniak                          | Países Bajos |
| La Fin du silence             | Roland Edzard                             | Francia      |
| La Fée                        | Dominique Abel, Bruno Romy & Fiona Gordon | Bélgica      |
| Les Géants                    | Bouli Lanners                             | Bélgica      |
| Après le sud                  | Jean-Jacques Jauffret                     | Francia      |
| Corpo Celeste                 | Alice Rohrwacher                          | Italia       |
| Impardonnables                | André Téchiné                             | Francia      |
| En ville                      | Valérie Mrejen & Bertrand Schefer         | Francia      |
| Ostrovat (Островът)           | Kamen Kalev                               | Bulgaria     |
| Chatrak                       | Vimukthi Jayasundara                      | India        |
| The Other Side of Sleep (CdO) | Rebecca Daly                              | Irlanda      |
| Busong                        | Auraeus Solito                            | Filipinas    |
| Play                          | Ruben Östlund                             | Suecia       |
| Porfirio                      | Alejandro Landes                          | Colombia     |
| Return (CdO)                  | Liza Johnson                              | EE.UU.       |
| Jeanne captive                | Philippe Ramos                            | Francia      |
| O Abismo Prateado             | Karim Aïnouz                              | Brasil       |
| Sur la planche                | Leila Kilani                              | Marruecos    |
| Volcano (CdO)                 | Runar Runarsson                           | Islandia     |

(CdO) película elegible a la Caméra d'Or.
Pases especiales
| Título original                        | Director                               | País    |
| -------------------------------------- | -------------------------------------- | ------- |
| Back Door Channels: The Price of Peace | Harry Hunkele                          | EE.UU.  |
| Koi no Tsumi                           | Sion Sono                              | Japón   |
| Les jeunes gens modernes               | Jérôme de Missolz & Jean-François Sanz | Francia |
| La nuit elles dansent                  | Isabelle Lavigne & Stéphane Thibault   | Canadá  |
| El velador                             | Natalia Almada                         | EE.UU.  |

Cortometrajes
| Título original                                          | Director         | País         |
| -------------------------------------------------------- | ---------------- | ------------ |
| Anonymous (street meat)                                  | Migdia Chinea    | EE.UU.       |
| Armand 15 ans l’été dernier                              | Blaise Harrison  | Francia      |
| Boro in the Box                                          | Bernard Mandico  | Francia      |
| Cigarette at Night                                       | Duane Hopkins    | Gran Bretaña |
| Csicska                                                  | Attila Till      | Hungría      |
| Dans le jardin du temps, portrait d’Ely et Nina Bielutin | Clément Cogitore | Francia      |
| Demain, ça sera bien                                     | Pauline Gay      | Francia      |
| Fourplay: Tampa                                          | Henry Kyle       | EE.UU.       |
| La conduite de la Raison                                 | Aliocha          | Francia      |
| Killing the chickens to Scare the Monkeys                | Jens Assur       | Suecia       |
| Mila Caos                                                | Simon Paetau     | Alemania     |
| Nuven                                                    | Basil Da Cuncha  | Chile        |
| Las Palmas                                               | Johannes Nyholm  | Suecia       |
| Le songe de Poliphile                                    | Camille Henrot   | Francia      |
| Vice versa one                                           | Sadat Shahrbanoo | Afganistán   |

## Premios

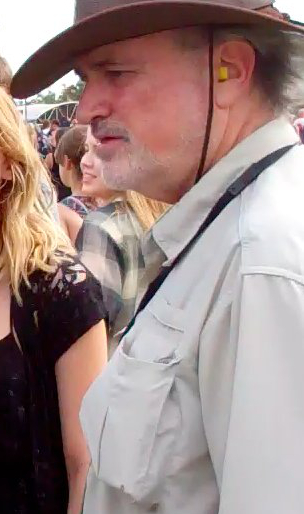
Terrence Malick, ganador de la Palma de Oro

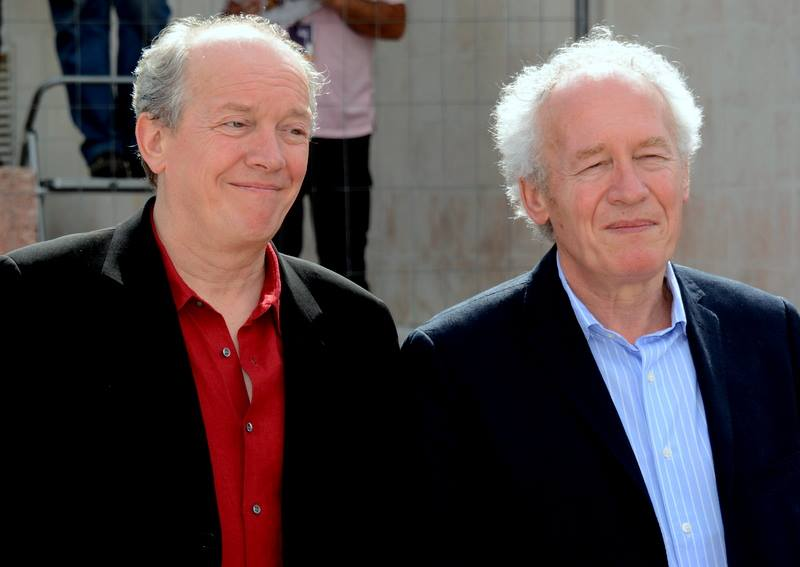
Jean-Pierre y Luc Dardenne, ganadores del Grand Prix

### Premios oficiales
La Palma de Oro fue ganada por la película estadounidense The Tree of Life dirigida por Terrence Malick. Dos de los productores de la película, Bill Pohlad y Sarah Green, aceptaron el premio en representación del esquivo Malick. The Tree of Life es la primera película estadounidense ganadora de la Palma d'Or desde Fahrenheit 9/11 en 2004. El presidente del jurado, Robert De Niro, dijo que era difícil escoger un ganador, pero que The Tree of Life "en última instància, se ajusta al premio". De Niro explicó: "Tenía la medida, la importància, la intención, como quieras decir, que parecía adaptarse al premio".
Las siguientes películas fueron galardonadas en el festival de 2011:
En competición
- Palma de Oro: El árbol de la vida de Terrence Malick
- Gran Premio del Jurado: Érase una vez en Anatolia de Nuri Bilge Ceylan y El niño de la bicicleta de Jean-Pierre y Luc Dardenne
- Premio a la mejor dirección: Nicolas Winding Refn por Drive
- Premio al mejor guion: Hearat Shulayim de Joseph Cedar
- Premio a la interpretación femenina: Kirsten Dunst por Melancolía
- Premio a la interpretación masculina: Jean Dujardin por The Artist
- Premio del Jurado: Polisse de Maïwenn

Un Certain Regard
- Premio Un Certain Regard: Arirang de Kim Ki-duk y Halt auf freier Strecke de Andreas Dresen[40]
- Premio del Jurado de Un Certain Regard: Elena de Andrey Zvyagintsev
- Un Certain Regard al mejor director: Mohammad Rasoulov por Be omid e didār

Cinéfondation
- Primer premio: The Letter de Doroteya Droumeva
- 2º Premio: Drari de Kamal Nazraq
- 3º Premio: Fly de Night de Son Tae-gyum

Càmera d'Or
- Càmera d'Or: Las Acacias de Pablo Giorgelli

Cortometrajes
- Palma de Oro al mejor cortometraje: Cross de Maryna Vroda
- Distinción especial al cortometraje: Swimsuit 46 de Wannes Destoop

### Premios independentes
Premios FIPRESCI
- Le Havre de Aki Kaurismäki (En competición)
- L'Exercice de l'État de Pierre Schöller (Un Certain Regard)
- Take Shelter de Jeff Nichols (Semana de la Crítica)

Premio Vulcain al Artista Técnico
- Premio Vulcain: José Luis Alcaine (fotografía) por La piel que habito

Jurado Ecuménico
- Premio del Jurado Ecuménico: This Must Be the Place de Paolo Sorrentino
- Premio del Jurado Ecuménico - Mención especial: Le Havre de Aki Kaurismäki y ¿A dónde vamos ahora? de Nadine Labaki[42]

Premios de la Semana Internacional de la Crítica
- Gran Premio Nespresso de la Semana de la Crítica: Take Shelter de Jeff Nichols
- Mención especial del Presidente del Jurado de la Crítica: Snowtown de Justin Kurzel
- Premio SACD: Take Shelter de Jeff Nichols
- Premio ACID/CCAS: Las Acacias de Pablo Giorgelli
- Premio de la Crítica Joven: Las Acacias de Pablo Giorgelli

Premios en el marco de la Quincena de Realizadores
- Confederación Internacional d’Art Cinemas: Les Géants de Bouli Lanners
- Premio SACD: Les Géants de Bouli Lanners

Association Prix François Chalais
- Premio François Chalais: ¿A dónde vamos ahora? de Nadine Labaki

Palma Queer
- Premi Palma Queer: Skoonheid de Oliver Hermanus

Palma Gos
- Premi Palma Gos: Uggy per The Artist
- Premio especial del Jurado: Laika por Le Havre